# Люстрация на Украине

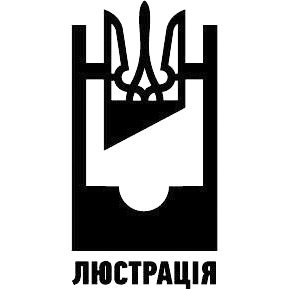
Эмблема Люстрационного комитета в виде гильотины

Люстра́ция в Украи́не (укр. Люстрація в Україні) — ограничение доступа к государственной службе и работе в органах местного самоуправления для лиц, занимавших руководящие должности при прежних политических режимах, сотрудников спецслужб бывшего СССР, а также для лиц, подозреваемых в причастности к коррупции.
Процедуры люстрации, круг лиц, на которых распространяются люстрационные запреты, а также перечень должностей, которые им запрещено занимать, установлены законом «Об очищении власти». Закон вступил в силу в октябре 2014 года.

## Предыстория

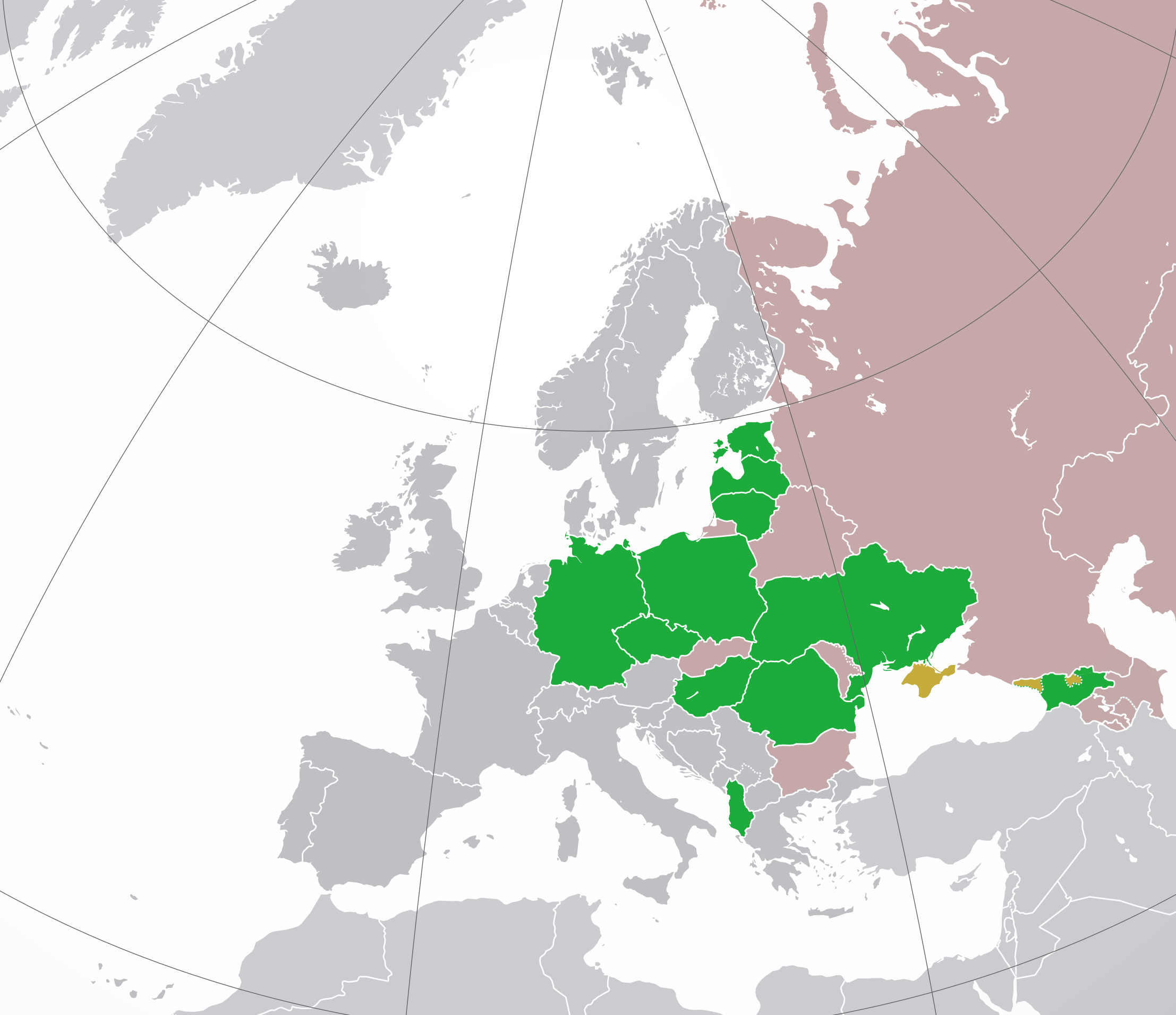
Страны, где проводилась или проводится люстрация представителей власти

После свержения просоветских правительств в Восточной Европе законы о люстрации были приняты в Чехии, Польше, Литве, Латвии, Эстонии, Грузии, Румынии, Венгрии и ГДР. Она коснулась в первую очередь бывших функционеров прежней власти, а также сотрудников и агентов спецслужб. Если в ходе люстрации устанавливались факты сотрудничества с «тоталитарным режимом», лицу предоставлялся выбор между добровольным уходом в отставку (с сохранением тайны выявленных фактов) и принудительной отставкой (с публичным оглашением компрометирующей информации).

## Попытки введения люстрации до 2014 года
В феврале 2005 года, после победы «Оранжевой революции» и прихода к власти Виктора Ющенко, народными депутатами из фракций, поддержавших нового президента, были предложены сразу два законопроекта о люстрации на Украине.
В одном из них, представленном народными депутатами Василием Червонием, Сергеем Олексиюком (оба — фракция блока партий «Наша Україна») и Андреем Шкилем (фракция блока Юлии Тимошенко), предлагалось определить правовые и организационные принципы проведения люстрации в отношении кандидатов на руководящие посты в органах законодательной, исполнительной, судебной власти, образовательных учреждениях, СМИ, политических партиях и общественных организациях. Каждого из них, по мнению разработчиков законопроекта, необходимо было подвергнуть проверке на причастность к фальсификации выборов президента в 2004 году. Вторым основанием для запрета на занятие определённых должностей в документе называлось «сознательное и тайное сотрудничество с оперативными работниками» бывшего КГБ СССР, а с 1991 года — со спецслужбами других государств «в качестве тайного информатора или помощника в оперативном получении информации». От проверки, согласно законопроекту, автоматически освобождались президент Украины и руководящий состав его администрации.
Народный депутат Левко Лукьяненко, бывший советский диссидент, автор второго законопроекта («О некоторых ограничениях при занятии должностей в государственных органах власти Украины»), предлагал ввести пятилетний запрет на исполнение руководящих должностей в органах законодательной, исполнительной и судебной власти и СМИ Украины лицам, которые занимали руководящие должности в КПСС, КГБ СССР или являлись резидентами, агентами, информаторами или внештатными работниками службы безопасности, а также начальниками политических отделов в Советской армии и МВД СССР.
В марте 2005 года свой проект закона «О люстрации» предложил и народный депутат Олег Тягнибок. Он призывал запретить занимать государственные должности лицам, которые до 1 января 1992 работали на руководящих должностях в КПСС или КГБ СССР или сотрудничали с органами государственной безопасности СССР. Законопроект № 7028 предусматривал процедуру люстрации в отношении трёх категорий деяний: сотрудничества с оперативными сотрудниками бывшего КГБ СССР до 1991 года в качестве агента, резидента или иного негласного нештатного сотрудника или помощника в оперативном получении информации, а также участия в судебных процессах над участниками ОУН-УПА, другими участниками освободительной борьбы, патриотами Украины, обвиняемыми в «украинском буржуазном национализме», и над участниками правозащитных организаций в бывшем СССР и Украине; сотрудничества с 1991 года со спецслужбами других государств в качестве тайного информатора или помощника в оперативном получении информации; участия в событиях, связанных с фальсификацией выборов президента 2004 года, в частности в политических преследованиях, подкупе избирателей, давлении на избирателей с целью повлиять на их волеизъявление, цензуре и других нарушениях избирательного законодательства.
В 2008 году на Украине была создана Общественная организация «Всеукраїнська Люстрація», заявлявшая, что её целью является справедливая оценка и осуждение преступлений против украинского народа и причастных к ним лиц.
В октябре 2012 года законопроект «О люстрации» внесли в Верховную Раду депутаты от фракции НУНС Иван Заяц, Ярослав Джоджик и Андрей Давыденко. Законопроектом предлагалось ограничить в праве занимать определённые должности граждан, которые в прошлом сотрудничали c КГБ СССР или со спецслужбами других государств. Действие документа предлагалось распространить на лиц, являвшихся агентами, резидентами или нештатными работниками КГБ до 1991 года, а также тайными информаторами любой иностранной разведки. Согласно законопроекту, этим гражданам не разрешалось в течение пяти лет занимать руководящие должности в органах законодательной, исполнительной и судебной власти, правоохранительных органах Украины.
Ни один из упомянутых законопроектов через Верховную Раду так и не прошёл.

## Законодательные инициативы 2014 года
В начале 2014 года проведение люстрации государственных чиновников стало одним из требований участников Евромайдана. При формировании правительства победившей оппозиции было объявлено о создании комитета по люстрации (укр. Комітет з люстрацій). Возглавил его гражданский активист Егор Соболев.
8 апреля 2014 года Верховная Рада приняла закон «О восстановлении доверия к судебной власти на Украине», фактически люстрационный по своему содержанию: этим законом, в частности, были определены правовые и организационные основы проверки (люстрации) судей общей юрисдикции и отстранения от исполнения правосудия и увольнения в связи с нарушением присяги тех судей, которые не пройдут аттестацию и люстрационную проверку. Законом было предусмотрено создание Временной специальной комиссии, которая должна была проанализировать, в частности:
- решения судей по делам, связанным с массовыми акциями в период с 21 ноября 2013 года;
- решения по делам, связанным с проведением выборов в Верховную Раду VII созыва;
- решения по делам в отношении лиц, признанных политзаключёнными;
- решения, существенно ограничивающие конституционные права и свободы граждан;
- решения Европейского Суда по Правам Человека, которым установлено нарушение Украиной Конвенции о Защите прав человека и основополагающих свобод при принятии решений национальными судами.

Заключения Временной специальной комиссии подлежат подтверждению Высшим советом юстиции.
Законопроект № 4378-1 «О восстановлении доверия к судебной власти на Украине», инициированный 1 марта 2014 года министерством юстиции, был внесён в парламент депутатами фракции «Свобода» (Олег Тягнибок, Олег Бондарчук, Олег Гелевей, Олег Осуховский).
Тем временем Люстрационный комитет, не получивший официального статуса и работавший на общественных началах, подготовил проект люстрационного закона, который Соболев передал новоизбранному президенту Петру Порошенко в июне 2014 года. 24 июля этот проект лёг в основу законопроекта «Об очищении власти», зарегистрированного под номером 4359а шестнадцатью народными депутатами из различных фракций.
14 августа законопроект «Об очищении власти» был принят за основу, а 16 сентября, под давлением собравшихся у здания активистов Евромайдана, был принят во втором чтении и в целом. Необходимую поддержку (231 голос при минимально необходимых 226) удалось получить лишь с третьего раза. Между первым и вторым чтением текст был доработан — в частности, согласно рекомендациям ПАСЕ, из перечня должностей, подлежащих проверке, были исключены выборные должности. По требованию фракции партии «УДАР» в первоначальный текст было внесено дополнительное ограничение, согласно которому из назначенцев бывшего президента Виктора Януковича увольнению подлежат лишь те, кто проработал в своей должности не менее года, — это позволило вывести из-под действия закона действующего президента Петра Порошенко.
Премьер-министр Арсений Яценюк заявил, что под действие закона попадёт около миллиона чиновников, госслужащих, сотрудников правоохранительных органов. Не дожидаясь подписания закона президентом, Яценюк распорядился создать комиссию по проверке действующих членов кабинета министров и заместителей министров, а также всех руководителей органов центральной исполнительной власти. Он также поручил министерству юстиции сформировать единый государственный реестр лиц, в отношении которых применена люстрация, а руководителям центральных органов исполнительной власти — создать комиссии по люстрации в каждом министерстве. Как заявил на пресс-конференции глава общественного Люстрационного комитета Егор Соболев, процедуру люстрации должно проводить министерство юстиции, при этом люстрация должна начаться именно с этого министерства. Под действие закона о люстрации кроме чиновников, работавших при Викторе Януковиче, попадут госслужащие, окончившие школы КГБ, либо занимавшие должности в КПСС. При проведении люстрационной проверки из органов власти должны быть изгнаны люди, которые не могут пояснить происхождение имущества своей семьи. Кроме того, из органов государственной власти должны уйти люди, которые поддерживали действия против Украины в Крыму и Донбассе. Ещё одним критерием соответствия должности, по словам Соболева, будет поведение чиновников во время Евромайдана: «Все должностные лица, включая Администрацию президента, Кабинет министров, СНБО, руководство правоохранительных структур, должны покинуть государственные органы власти, если во время Майдана сидели на руководящих должностях, смотрели, как арестовывают студентов, расстреливают людей, и не написали заявление об увольнении. Они не прошли свой главный тест в жизни».
25 сентября закон подписал председатель Верховной рады Александр Турчинов, 9 октября — президент Украины Пётр Порошенко.

## Содержание закона «Об очищении власти»
Согласно принятому закону, «очищение власти (люстрация)» представляет собой установленный данным законом или решением суда запрет на занятие определённых должностей в органах государственной власти и местного самоуправления для отдельных физических лиц. В ст. 1 Закона декларируется, что очищение власти имеет целью недопущение к участию в управлении государственными делами лиц, которые своими решениями, действиями или бездействием осуществляли деяния (и/или способствовали осуществлению деяний), направленные на:
- узурпацию власти президентом Украины Виктором Януковичем,
- подрыв основ национальной безопасности и обороны Украины,
- противоправное нарушение прав и свобод граждан[1].

Закон фактически в первую очередь имеет целью отстранение от государственной службы лиц, занимавших руководящие должности при президенте Викторе Януковиче, а также тех, кто от лица государства пытался противодействовать Евромайдану.
Законом вводится автоматический запрет на занятие определённых должностей в течение 10 лет со дня вступления закона в силу для лиц, которые в период с 25 февраля 2010 года по 22 февраля 2014 в течение более чем 1 года занимали определённые государственные должности. Аналогичный запрет вводится в отношении лиц, занимавших указанные в законе должности менее 1 года, но включая период с 21 ноября 2013 по 22 февраля 2014 года, и не уволившихся по собственному желанию (под действие Закона подпадают, в числе других, сотрудники МВД, прокуратуры и СБУ, следователи органов досудебного расследования, дознаватели, оперативные работники, инспекторы, которые проводили следственные и оперативные действия в отношении участников Евромайдана).
Люстрации подлежат также лица, занимавшие руководящие должности в КПСС или компартиях союзных республик (начиная от секретаря районного комитета и выше), в комсомольских органах, сотрудники КГБ СССР.
Кроме того, люстрации подлежат ранее осуждённые государственные служащие и сотрудники правоохранительных органов, которые сотрудничали с иностранными спецслужбами, призывали к нарушению территориальной целостности Украины или допустили нарушения прав и свобод человека, признанные Европейским судом по правам человека.
Люстрации также подлежат государственные служащие, предоставившие недостоверную информацию о собственности в декларациях о доходах, а также те, чья собственность не будет соответствовать уровню зарегистрированных доходов за время их пребывания в должности.

## Самосуд как проявление «гражданской активности»
В сентябре-октябре 2014 года по Украине прокатилась волна нападений на представителей государственной власти, которых радикально настроенные активисты обвиняли в коррупции либо причастности к деятельности прежнего руководства и пытались заставить таким образом оставить занимаемую должность либо отказаться от выдвижения своей кандидатуры на выборах в органы власти.
С лёгкой руки местной прессы эту широко распространившуюся практику самосуда стали называть «мусорной люстрацией», поскольку жертв нападения после избиения и оскорблений подвергают унижению, сбрасывая их в мусорные контейнеры. Ход акции обычно фиксируется на видео, после чего отснятые материалы размещаются в Интернете.
Представители постмайданных властей формально к проявлениям «мусорной люстрации» отношения не имеют, хотя «активистов», несмотря на явную противоправность их деяний, как правило, никто не преследует, что показывает на заинтересованность властей в подобных действиях.
В число пострадавших, в частности, попали:
1. Олег Руденко — директор управления Фонда социального страхования Одесской области, обвиняемый во взяточничестве при распределении государственных средств[35];
2. Нестор Шуфрич, народный депутат Украины от Партии регионов, подвергшийся нападению активистов «Правого сектора» и евромайдановцев во время предвыборной поездки в Одессу[36];
3. Виталий Журавский — бывший член Партии регионов, народный депутат Украины, автор скандального законопроекта «О клевете» (2012 год)[37];
4. Александр Панченко — бывший атаман Войска Запорожского, обвинённый активистами «Правого сектора» и запорожской «Самообороны» в поддержке «сепаратизма» за то, что надел георгиевскую ленточку[38];
5. Николай Корецкий — депутат Кировоградского областного совета, выступивший в защиту главы облгосадминистрации Сергея Кузьменко, к которому у активистов накопились претензии[39];
6. Виталий Федак — начальник отдела кадров Тернопольской райгосадминистрации, подвергшийся нападению местных активистов «Правого сектора»[40];
7. Виктор Пилипишин — народный депутат Украины, в своё время голосовавший за принятие «законов 16 января» и подвергшийся нападению за то, что выставил свою кандидатуру на досрочные парламентские выборы[41];
8. Александр Данильчук — первый заместитель председателя Ровенского областного совета, которого обвинили в сотрудничестве с Партией регионов[42];
9. Виталий Грушевский — народный депутат Украины, член депутатской группы «За мир и стабильность», входивший в состав делегации украинских парламентариев, выезжавших 17 сентября в Москву на переговоры с депутатами Госдумы;
10. Ирина Луценко, народный депутат (фракция «Батькивщина»), подвергшаяся нападению протестующих против принятия закона об особом статусе Донбасса[43];
11. Василий Смаглюк, руководитель аппарата Кировоградской ОГА, и многие другие.

По данным опроса, проведённого Институтом Горшенина в июне 2014 года, 87 % опрошенных поддерживали люстрацию на всех уровнях органов государственной власти.
По данным соцопроса, проведённого в октябре 2014 года Институтом социальной и политической психологии совместно с Ассоциацией политических психологов Украины на территориях, подконтрольных украинским властям, 63,8 % опрошенных одобрили люстрационный закон «Об очищении власти». 44,6 % поддержали и «мусорную люстрацию».

## Правоприменительная практика
Для реализации закона был создан департамент по вопросам люстрации Министерства юстиции Украины.
25 апреля 2017 года департамент по вопросам люстрации Минюста Украины, который с ноября 2016 года после отставки Татьяны Козаченко оставался без официального руководителя, возглавила Анастасия Задорожная. В мае 2017 года она заявила в интервью Deutsche Welle, что органы государственной власти Украины на 98 % очищены от чиновников, причастных к нарушению прав человека в период президентства Виктора Януковича. По её словам, процесс очистки Украины от чиновников периода Януковича почти завершён: «Кто попадал под статью, тех увольняли. Иногда люди самостоятельно писали заявления на увольнение», — рассказала Задорожная. По её словам, в начале работы департамента был составлен реестр из 5 тыс. чиновников, подпадающих под действие закона о люстрации. «На сегодня в реестре — 935 человек», — сообщила Задорожная. При этом, по её словам, в ряде случаев чиновникам удавалось отстоять свою должность, несмотря на решение департамента. Число уволившихся добровольно чиновников неизвестно, но некоторые из них просто перешли на более низкие должности. Председатель комитета Верховной Рады по вопросам предотвращения и противодействия коррупции Егор Соболев в 2015 году сообщил, что до 2 тысяч чиновников уволились добровольно или перешли на более низкие должности.
Реализация закона о люстрации столкнулась с рядом трудностей. Во-первых, закон распространялся лишь на небольшую часть государственных служащих (менее 1 %). По словам Татьяны Козаченко, из примерно 700 тысяч должностных лиц под действие закона попали около 5 тысяч человек. Уволили, по словам Козаченко, за первые 2 года 934 чиновника, из которых 258 были сотрудниками Государственной фискальной службы, 206 человек трудились в прокуратуре и 190 в Министерстве внутренних дел.
Во-вторых, закон исключал из-под своего действия чиновников, имевших статус участника «антитеррористической операции». Поэтому люстрации избежал, например, руководитель украинского бюро Интерпола Василий Неволя.
В ряде случаев власти отказывались увольнять подпадавших под люстрацию чиновников. Так, Татьяна Козаченко сообщила в 2016 году, что департамент по вопросам люстрации два года безуспешно добивался увольнения главы государственной администрации Кировоградской области Кузьменко.
Часть люстрированных чиновников попыталась оспорить своё увольнение в судебном порядке. Как пояснила Татьяна Козаченко, в большинстве случаев суды приостанавливали производство по делам люстрированных до принятия решения Конституционным судом Украины. 20 января 2015 года группа депутатов Верховной рады Украины обратилась в Конституционный суд Украины с просьбой проверить конституционность закона о люстрации. 4 июля 2019 года Конституционный суд Украины начал рассмотрение этого дела по существу. В некоторых случаях суды восстанавливали люстрированных в должностях, не дожидаясь решения Конституционного суда Украины. Так, была восстановлена уволенная в результате люстрации руководитель государственной фискальной службы Киева Людмила Демченко — решение о восстановлении суд вынес за три дня. 18 апреля 2018 года был восстановлен с выплатой компенсации в размере 295 тысяч гривен бывший прокурор Приморского района Одессы Александр Кузьменко (ранее суд приостановил производство по делу до решения Конституционного суда Украины, но затем возобновил дело).
В мае 2019 года публичный скандал вызвало назначение Андрея Богдана главой Администрации президента Владимира Зеленского: Зеленского обвинили в том, что он нарушил закон о люстрации, назначив на государственную должность человека, работавшего в правительстве Николая Азарова.
Министерство юстиции Украины направило в Администрацию президента Украины запрос и разъяснение закона «Об очищении власти». Как пояснил заместитель министра юстиции Сергей Петухов, согласно этому закону в АП должны самостоятельно проверить, нет ли среди назначенных лиц людей, подпадающих под люстрацию. Если таковые имеются, они подлежат увольнению.

## Позиция Европейского суда по правам человека
Некоторые люстрированные обжаловали своё увольнение в ЕСПЧ. По состоянию на 2018 год в ЕСПЧ поступило более 70 жалоб чиновников, потерявших работу по закону «Об очищении власти». В октябре 2019 года Европейский суд по правам человека удовлетворил иски сразу пяти бывших высокопоставленных украинских чиновников и потребовал выплатить им из бюджета Украины денежные компенсации в размере от 5300 до 6500 евро. В решении отмечено:

Указанный закон не учитывал личную роль, которую играли заявители, а также то, были ли они лично связаны с недемократической деятельностью, имевшей место в период правления бывшего президента. В этом отношении украинский закон об очищении власти отличается от процедур люстрации, которые были введены в других государствах Центральной и Восточной Европы и которые были более целевыми и узконаправленными

### Реакция на решение ЕСПЧ: попытка отмены закона о люстрации
В октябре 2019 года в Верховной раде Украины был зарегистрирован законопроект, предлагающий признать утратившим силу закон «Об очищении власти». Это стало первым практическим результатом решения ЕСПЧ признать украинский закон «Об очищении власти» не соответствующим базовым демократическим принципам.

## Позиция Конституционного суда Украины
После президентских и парламентских выборов 2019 года закон «Об очищении власти» был направлен в Конституционный суд Украины, который должен был определить его соответствие Конституции Украины. В течение нескольких месяцев судьи не смогли вынести решение. В последний раз этот вопрос был внесён в повестку Конституционного суда 17 октября 2019 года, но в итоге судьи предпочли не голосовать, никак не объяснив своего решения.

## Президент Зеленский и люстрация
11 июля 2019 года новый президент Украины Владимир Зеленский опубликовал в Facebook видеообращение, в котором заявил о планах внести изменения в закон об очищении власти и внести в перечень должностей, подпадающих под люстрацию, всех представителей власти, которые руководили страной с 2014 по 2019 годы: «Предлагается в перечень должностей, подпадающих под люстрацию, добавить президента Украины, всех народных депутатов, председателя Верховной Рады, членов правительства, генпрокурора, председателя СБУ, глав Антимонопольного комитета и Фонда госимущества, председателей государственной фискальной службы и таможни, секретаря СНБО, руководство оборонных предприятий, занимавших должности с 23 февраля 2014 года по 19 мая 2019 года».